# 海因里希·马施纳
海因里希·马施纳（德語：Heinrich Marschner，1795年8月16日—1861年12月16日），德国作曲家。
马施纳是早期德奥浪漫主义最重要的歌剧作曲家之一，被认为是韦伯和瓦格纳之间承前启后的人物。他的歌剧常以中世纪传说和民间故事为题材，充满奇幻色彩和神秘气氛，引人入胜。他在写作中注意追求布局的严谨和整体性，常采用主导动机，重视管弦乐队的作用。他的作品在当时颇受欢迎，但由于脚本质量较差，现在演出不多。另外，马施纳的艺术歌曲数量也颇多，并有一定质量。

## 生平
马施纳早年曾学习法律，后来决定从事音乐创作。1816年任普雷斯堡宫廷音乐家，1824年到德累斯顿歌剧院任职，1827年任莱比锡歌剧院乐长，1830年任汉诺威宫廷剧院指挥，直到去世。

## 外部連結
- 海因里希·马施纳的免费乐谱，由国际乐谱典藏计划提供